# Andosilla
Andosilla è un comune spagnolo di 2 899 abitanti situato nella comunità autonoma della Navarra.